# Shanne Braspennincx

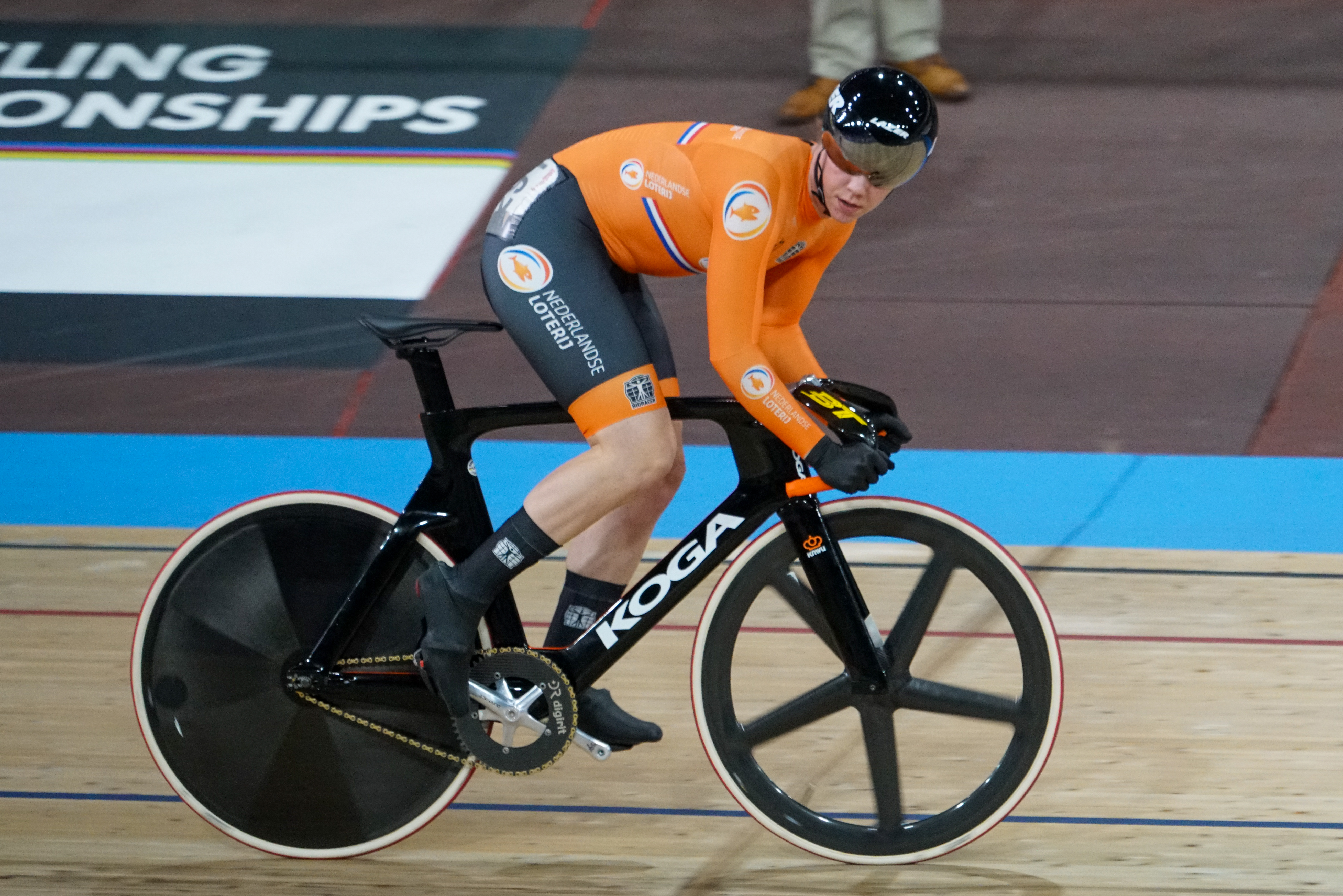
Braspennincx in einem Sprintlauf während der Bahn-WM 2020 in Berlin

Shanne Madelein Maria Braspennincx (* 18. Mai 1991 in Turnhout, Belgien) ist eine ehemalige niederländische Radrennfahrerin, die hauptsächlich auf der Bahn aktiv war. 2021 wurde sie Olympiasiegerin im Keirin.

## Sportliche Laufbahn
2011 wurde Shanne Braspennincx jeweils Dritte bei den nationalen Bahnmeisterschaften im Keirin sowie im Sprint, im Jahr darauf ebenfalls jeweils Dritte im Keirin sowie im 500-Meter-Zeitfahren.
Bei den Bahnradsport-Europameisterschaften der U23 2013 im Velódromo Nacional in Anadia errang sie den Titel im Keirin sowie gemeinsam mit Elis Ligtlee den im Teamsprint. 2013 wurde sie niederländische Meisterin im Keirin. Bei den Eliteeuropameisterschaften gewann sie jeweils die Silbermedaille im Teamsprint sowie Keirin und wurde bei den Bahnradsport-Weltmeisterschaften 2015 Vizeweltmeisterin im Keirin.
2015 erlitt Braspennincx während eines Trainingslager in Colorado einen Herzinfarkt und konnte deshalb nicht bei den Bahn-Europameisterschaften antreten. Aufgrund einer falschen Behandlung in den USA hätte es dazu kommen können, dass sie den Leistungsradsport hätte aufgeben müssen. Im Februar 2016 erklärten sie die Ärzte für „gesund“ und dass sie ihren Leistungsradsport weiter betreiben könne. Im selben Jahr wurde sie als Ersatzfahrerin für die Olympischen Spiele in Rio de Janeiro nominiert, kam aber nicht zum Start.
Bei den Bahnradsport-Weltmeisterschaften 2018 in Apeldoorn wurde Shanne Braspennincx gemeinsam mit Kyra Lamberink, Laurine van Riessen und Hetty van de Wouw Vize-Weltmeisterin im Teamsprint. Bei den Europaspielen 2019 in Minsk errang sie zwei Medaillen: Silber im Keirin und mit Kyra Lamberink im Teamsprint. Bei den Europameisterschaften im selben Jahr belegte sie mit Lamberink im Teamsprint Platz drei.
Ihren größten Erfolg hatte sie bei den Olympischen Spielen 2020 in Tokio mit dem Gewinn der Goldmedaille in der Disziplin Keirin. Im Oktober des Jahres wurde sie im Sprint erstmals Europameisterin in der Elite. Im Februar 2024 erklärte sie ihren Rücktritt vom Leistungsradsport, da es ihr an Motivation fehle.

## Diverses
Shanne Braspennincx ist liiert mit ihrem Mannschaftskollegen Jeffrey Hoogland (Stand 2024).
Im Herbst 2021 wurde sie neben dem Italiener Elia Viviani für vier Jahre in die Athletenkommission des Weltradsportverbandes UCI als Vertreterin für den Bereich Bahnradsport gewählt.

## Erfolge
2012
- U23-Europameisterschaft – Teamsprint (mit Yesna Rijkhoff)

2013
- U23-Europameisterin – Keirin, Teamsprint (mit Elis Ligtlee)
- Niederländische Meisterin – Keirin

2014
- Europameisterschaft – Keirin, Teamsprint (mit Elis Ligtlee)
- Fastest Men On Wheels – Scratch, Keirin

2015
- Weltmeisterschaft – Keirin

2017
- Europameisterschaft – Teamsprint (mit Hetty van de Wouw und Kyra Lamberink)

2018
- Weltmeisterschaft – Teamsprint (mit Kyra Lamberink, Laurine van Riessen und Hetty van de Wouw)

2019
- Europaspiele – Keirin, Teamsprint (mit Kyra Lamberink)
- Europameisterschaft – Teamsprint (mit Kyra Lamberink)
- Niederländische Meisterin – Keirin, 500-Meter-Zeitfahren

2021
- Olympiasiegerin – Keirin
- Europameisterin – Sprint, Teamsprint (mit Kyra Lamberink, Hetty van de Wouw und Steffie van der Peet)

2022
- Europameisterschaft – Teamsprint (mit Kyra Lamberink, Hetty van de Wouw und Steffie van der Peet)